# Rhinocricus corongus
Rhinocricus corongus är en mångfotingart som beskrevs av Kraus 1956. Rhinocricus corongus ingår i släktet Rhinocricus och familjen Rhinocricidae. Inga underarter finns listade i Catalogue of Life.